# Sinsemilia
Sinsemilia, també conegut pel diminutiu Sinsé, és un grup francès de música reggae format a Grenoble el 1990. En els primers vint anys de trajectòria va fer més de mil concerts i va publicar deu àlbums dels quals va vendre més d'un milió de còpies.

## Trajectòria
El grup es va anar formant a través de jam-sessions a la Bastille, un fort militar que domina la ciutat de Grenoble, i va fer el seu primer concert l'any 1991 amb motiu de la Festa de la Música.
L'àlbum de 2009, En quête de sens…, va marcar el retorn del grup a les seves arrels i el seu compromís crític. A Un autre monde est possible, de 2015, hi va col·laborar Tiken Jah Fakoly. El 2016 Sinsémilia va publicar el seu primer DVD, The Reggae Addicts Live, gravat en directe a Grenoble davant de 4.000 persones i amb diversos músics convidats a l'escenari com Naâman, Danakil i Dub Inc.
L'any 2021 el grup va celebrar el 30è aniversari estrenant un àlbum recopilatori triple.

## Discografia
- 1996: Première récolte
- 1998: Résistances
- 2000: Tout c'ou'on a...
- 2004: Debout, les yeux ouverts
- 2009: En quête de sens
- 2015: Un autre monde est possible
- 2019: À l'échelle d'une vie[6]